# はずんでキャッチ
『はずんでキャッチ』は、富所和子による日本の少女漫画作品。小学館『ぴょんぴょん』にて連載。コミックスは新書判が全2巻。
スーパードッジボールを題材とする物語であるが、恋愛要素もからめて描いている。

## ストーリー
弱小男子ドッジボールに入部した川原ひとみは強豪の女子ドッジボール部と対戦し勝利を収める。ドッジボールを通じて恋愛、友情も培う。

## 登場人物
川原ひとみ（かわはら ひとみ）
元気がとりえの少女。第九小の4年生。
矢吹駿（やぶき しゅん）
弱小男子ドッジボール部の部長。5年生。
後白河珠美（ごしらかわ たまみ）
女子ドッジボール部の部長で5年生。密かに駿に恋愛感情を抱くが故にひとみに対して冷たく接する。部員からは珠美様と呼ばれる。
火野獅子丸（ひの　ししまる）
駿のライバルで武蔵小の5年生。